# Manuel Serifo Nhamadjo
Manuel Serifo Nhamadjo, né le 25 mars 1958 à Bissau et mort le 17 mars 2020 à Lisbonne (Portugal), est un homme d'État bissau-guinéen, président de l'Assemblée nationale populaire par intérim à deux reprises (2009 et 2012). 
Désigné président de la République de transition le 20 avril 2012, il refuse dans un premier temps sa nomination, avant de l'accepter le 11 mai 2012.

## Biographie
Manuel Serifo Nhamadjo a été président par intérim de l'Assemblée populaire nationale de Guinée-Bissau à deux reprises, de mars à septembre 2009 et de janvier à avril 2012.
Il était candidat à l'élection présidentielle bissau-guinéenne de 2012, se plaçant troisième au premier tour. À la suite du coup d'État du 12 avril 2012 en Guinée-Bissau, il a été désigné le 20 avril président de transition dans le cadre d'un accord politique entre la junte et la classe politique. La durée de la transition est de deux ans maximum. Après avoir refusé dans un premier temps, il accepte sa nomination le 12 mai, à la suite du ralliement de la Cédéao à la proposition. Le scrutin, censé se dérouler en mars puis novembre 2013, est finalement reporté à mars 2014 pour des raisons logistiques. Conformément à l'accord de transition, il n'est pas candidat à l'élection présidentielle bissau-guinéenne de 2014.
Il meurt le 17 mars 2020 à Lisbonne (Portugal).